# Soyuz P
Soyuz P, también denominada Soyuz 7K-P (P de Perekhvatchik, interceptor) fue una nave espacial soviética diseñada por Sergéi Koroliov hacia finales de 1962 y destinada a realizar misiones militares. La Soyuz P, junto con la también militar Soyuz R, era una modificación de la Soyuz A destinada a misiones circumlunares. Las versiones militares fueron diseñadas por Koroliov como parte de una estrategia para recabar apoyos y financiación de los estamentos militares, dominantes en la astronáutica soviética.

## Historia
La Soyuz P fue diseñada para realizar operaciones de reconocimiento. En los diseños iniciales utilizaría una etapa propulsora Soyuz B alimentada por una nave cisterna Soyuz V que serían lanzadas aparte y con las que se acoplaría en el espacio. El conjunto de naves podría realizar intercepciones de naves y satélites enemigos en órbitas de hasta 6000 km de altura.
En principio la cúpula militar soviética apoyó el proyecto, conocedores del proyecto MOL estadounidense para construir una estación espacial militar.
El proyecto fue relegado por Koroliov (más interesado en los proyectos de exploración lunar) a la filial número tres de la oficina OKB-1, situada en Samara (antes llamada Kuibishev), dirigida por el diseñador jefe Dmitri Ilyich Kozlov, que comenzó el desarrollo de la Soyuz P en 1964. El diseño inicial contemplaba la capacidad de inspeccionar y destruir satélites enemigos, para lo cual la Soyuz P se acercaría al satélite y uno de los tripulantes realizaría una caminata espacial para realizar las acciones oportunas. Este esquema fue desechado por ser técnicamente complejo y arriesgado para la tripulación. Un rediseño de la Soyuz P llevó a la concepción de la Soyuz 7K-PPK.

## Especificaciones
- Tripulación: 2
- Longitud: 6,5 m
- Diámetro máximo: 2,72 m
- Volumen habitable: 13 m³
- Masa: 6700 kg